# アール・ウォーレン
アール・ウォーレン（英語: Earl Warren、1891年3月19日 - 1974年7月9日）は、アメリカ合衆国の政治家、法律家、法学者。カリフォルニア州地方検事、同州知事、連邦最高裁判所長官を歴任した。1948年アメリカ合衆国大統領選挙での共和党の副大統領候補であった。

## 概要
ウォーレンの任期中のアメリカでは、人種差別・公民権運動・政教分離及び警察の逮捕手続き問題など様々な社会問題が憲法問題として判断の対象となったが、ブラウン判決を始めとして、リベラルな判断を下すことにより20世紀後半以降のアメリカの社会を法的アプローチによって根本的に変革することとなった。「20世紀のアメリカの法律家の中では最大の功労者」とされる。一方で、第二次世界大戦中に、日系アメリカ人に対する人種差別政策である日系人の強制収容を支持し推進した人物でもあり、ウォーレンは後にその行為を誤りと認めて反省を表明した。

## 経歴

### 生い立ち
1891年3月19日にカリフォルニア州ロサンゼルスで、ノルウェー移民のマット・ウォーレンの息子として出生した。母親のクリスティーン「クリスタル」ヘルンランドはスウェーデン移民であった。ウォーレンの父親はサザン・パシフィック鉄道に長年勤務した。ウォーレンはカリフォルニア州ベーカーズフィールドで成長し、カリフォルニア大学バークレー校とそのロー・スクールを卒業した。

### 法曹界へ
その後サンフランシスコ湾岸地区（ベイ・エリア）の法律事務所に5年間勤務する。ウォーレンは1920年にサンフランシスコ郡のための仕事を行い、1925年にはアラミダ郡の地方検事が辞職した後、同職に任命された。ウォーレンは4年間に3度再選された。ウォーレンは犯罪に対するタフな地方検事として、横暴であるという評判を持っていた。ウォーレンの有罪宣告はいずれも上級審で逆転されることは無かった。
この様な評判を元に、ウォーレンのカリフォルニアでの評判は上がり、地方検事職中にウォーレンはカリフォルニア大学の理事に指名された。1939年にカリフォルニア州司法長官に就任した。

### 日系人強制収容の推進
カリフォルニア州地方検事を務めていた第二次世界大戦中、ウォーレンは日系アメリカ人に対する人種差別的政策である日系人の強制収容を積極的に支持した。
ウォーレンは日系アメリカ人について、「アメリカの価値観や伝統になじもうとせず、受け入れようともしない」「破壊活動を行わないのは、攻撃開始予定時間を待っているからだ」と主張した。1943年6月には、「ジャップを解放するとカリフォルニア州内で破壊活動を行う」と強制収容を正当化した上で、「ジャップどもを再びカリフォルニアに舞い戻らせるつもりはありません。どんな法的手段を使ってもです」と、日系アメリカ人および日本人の強制収容を継続することを表明した。
戦後、公民権運動が盛り上がりを見せるなど人種差別解消の機運が高まり、過去の言動が世論から強い批判を受けるようになると、ウォーレンはこれまでの態度を一変させ、自伝の中で、「誤っており（wrong）」「深く後悔している（deeply regretted）」と述べ、その過ちを認めた。

### 政界へ
1942年に彼は共和党員としてカリフォルニア州知事選挙に当選した。当時のカリフォルニア州法では候補者が複数の政党の予備選挙に出馬することを可能としていた。1946年にウォーレンは共和党、民主党及び革新党の予備選挙に勝利するという珍しい結果となり、1946年の選挙では対立候補がいなかった。そしてウォーレンは1950年に3選された。
1948年にトーマス・E・デューイの副大統領候補として大統領選挙に出馬した。しかし彼らはトルーマンとバークリーの民主党候補に敗北した。

### 最高裁判所長官
1952年には共和党の大統領候補予備選挙に出馬し、大統領候補への指名獲得を目指した。ウォーレンは地元カリフォルニア州の予備選では勝利したが、党大会でアイゼンハワーに敗北した。
1953年にウォーレンはそのアイゼンハワー大統領によって、連邦最高裁判所長官に任命された。アイゼンハワーはかつて日系人の強制収容などの人種差別的な政策を推し進めたウォーレンが「保守的な判決を下すであろう」という読みから、最高裁長官に任命したとされる。しかし、その読みは外れることとなる。ウォーレンが長官として率いた時代の連邦最高裁判所の法廷（通称はウォーレン・コート、1953年 - 1969年）は、歴代のどの最高裁判所長官のもとでの法廷よりもリベラルな傾向を持った。ウォーレンは、かつて自らが推進した人種差別的政策とは打って変わって、人権擁護のための画期的判決を主導して相次いで下した。
特に著名な判断は、1954年に出されたブラウン対教育委員会裁判（Oliver Brown v. Board of Education of Topeka、ブラウン判決）である。これは、公立の学校における人種隔離を違憲とし、従来の先例が容認した分離すれど平等（separate but equal）という考えを覆した。このブラウン判決は公民権運動を勢いづかせ、人種隔離政策の撤廃と法的な人種平等へ向けての第一歩となった。その他にも、1964年のレイノルズ対シムズ事件では、有色人種の議員選出を実質的に妨げていた小選挙区の区割りについて、一票の格差を議会の立法裁量として認めず一人一票の原則（投票価値の平等）を憲法的価値として見出した。また、1966年のミランダ対アリゾナ州事件では、警察官に取調べに先立ち被疑者の権利告知を義務づける法手続き（ミランダ警告）を確立するなど、刑事司法分野においても功績を残している。

### ウォーレン委員会
ウォーレンの的確な司法的判断に対し、リンドン・B・ジョンソン大統領はケネディ大統領暗殺事件の調査を依頼し、ウォーレンは、調査のための委員会である「ウォーレン委員会」を率いた。委員会はジョン・F・ケネディ大統領の暗殺がリー・ハーヴェイ・オズワルド単独の犯行であると結局結論を下した。委員会の調査結果は長い間論争の的になっている。

### 死去
ウォーレンは1969年に最高裁判所長官を辞任した。1974年7月9日、ウォーレンはワシントンD.C.で死去した。葬儀はワシントン大聖堂で執り行われ、遺体はアーリントン国立墓地に埋葬された。

## 栄誉
カリフォルニア大学サンディエゴ校の「アール・ウォーレン権利章典プロジェクト」は、ウォーレンに因んで命名された。
1981年には、大統領自由勲章が授与された。

## 語録
- 私はいつも、新聞を運動面から読み始める。運動面には人間が成し遂げたことが記録されているからだ。一面に載っているのは、人間がしでかした過ちばかりだ[5]。